# مارسل آشار
مارسل آشار (به فرانسوی: Marcel Achard) بازیگر، نمایش‌نامه نویس، فیلم‌نامه‌نویس و کارگردان قرن نوزدهم میلادی اهل فرانسه بود.
از فیلم‌ها یا مجموعه‌های تلویزیونی که وی در آن‌ها نقش داشته‌است می‌توان به زن و بازیچه او اشاره نمود.